# 177P/Barnard
La comète Barnard 2, officiellement 177P/Barnard 2, est une comète périodique du système solaire, découverte le 24 juin 1889 par Edward Emerson Barnard.